# Iberoporus pluto
Iberoporus pluto é uma espécie de escaravelho, descoberta na gruta de Soprador do Carvalho, no concelho de Penela.

## Descrição
O escaravelho tem 2,8 mm de comprimento e cerca de 1,1 mm de largura, não tem asas nem olhos nem côr, numa adaptação a viver num ambiente sem luz solar, e apresenta longos membros que provavelmente farão com que tenha dificuldade em nadar, apesar de ser aquático - as longas patas servirão sobretudo para andar nas superfícies argilosas. É o primeiro coleóptero estigobionte (isto é, que vive em águas subterrâneas) descoberto em Portugal.
O inseto dentro de água transporta uma bolha de ar para conseguir respirar, tendo que  regressar frequentemente à superfície para renovar a bolha.

## Descoberta
A espécie foi identificada por Ana Sofia Reboleira, da Universidade de Copenhaga (Dinamarca), e Ignacio Ribera, da Universidade de Pompeu Fabra, em Barcelona (Espanha), na referida gruta de Soprador do Carvalho. Foi apenas encontrado um exemplar (uma fêmea), numa superfície argilosa no leito do curso de água subterrâneo (proveniente do rio Dueça) do  que atravessa a gruta. A descoberta foi publicada em janeiro de 2019.

## Nome
O nome da espécie (pluto) foi dado em referência a “Πλούτων” (Ploutōn), o deus grego dos mundos inferiores.